# Mark Hartigan (Eishockeyspieler)
Mark Hartigan (* 15. Oktober 1977 in Fort St. John, British Columbia) ist ein ehemaliger kanadischer Eishockeyspieler, der im Verlauf seiner aktiven Karriere zwischen 1998 und 2012 unter anderem 107 Spiele für die Atlanta Thrashers, Columbus Blue Jackets und Detroit Red Wings in der National Hockey League (NHL) auf der Position des Centers bestritten hat. Den Großteil seiner aktiven Laufbahn verbrachte Hartigan jedoch in der American Hockey League (AHL), wo er weitere 371 Partien absolvierte.

## Karriere
Mark Hartigan begann seine Karriere 1996 in der Saskatchewan Junior Hockey League (SJHL) bei den Weyburn Red Wings. Dort zeigte er gute Leistungen und gewann mit der Mannschaft zweimal die Meisterschaft der SJHL, wurde aber von keinem Franchise der National Hockey League (NHL) im NHL Entry Draft ausgewählt. Ab 1999 ging er auf die St. Cloud State University und spielte für deren Eishockeymannschaft. Dort entwickelte er sich weiter und spielte seine beste Saison 2001/02, als er in 42 Spielen 37 Tore erzielte und 38 weitere vorbereitete. Hartigan wurde dafür als Spieler des Jahres der Western Collegiate Hockey Association (WCHA) ausgezeichnet und für den Hobey Baker Memorial Award als bester College-Spieler nominiert.

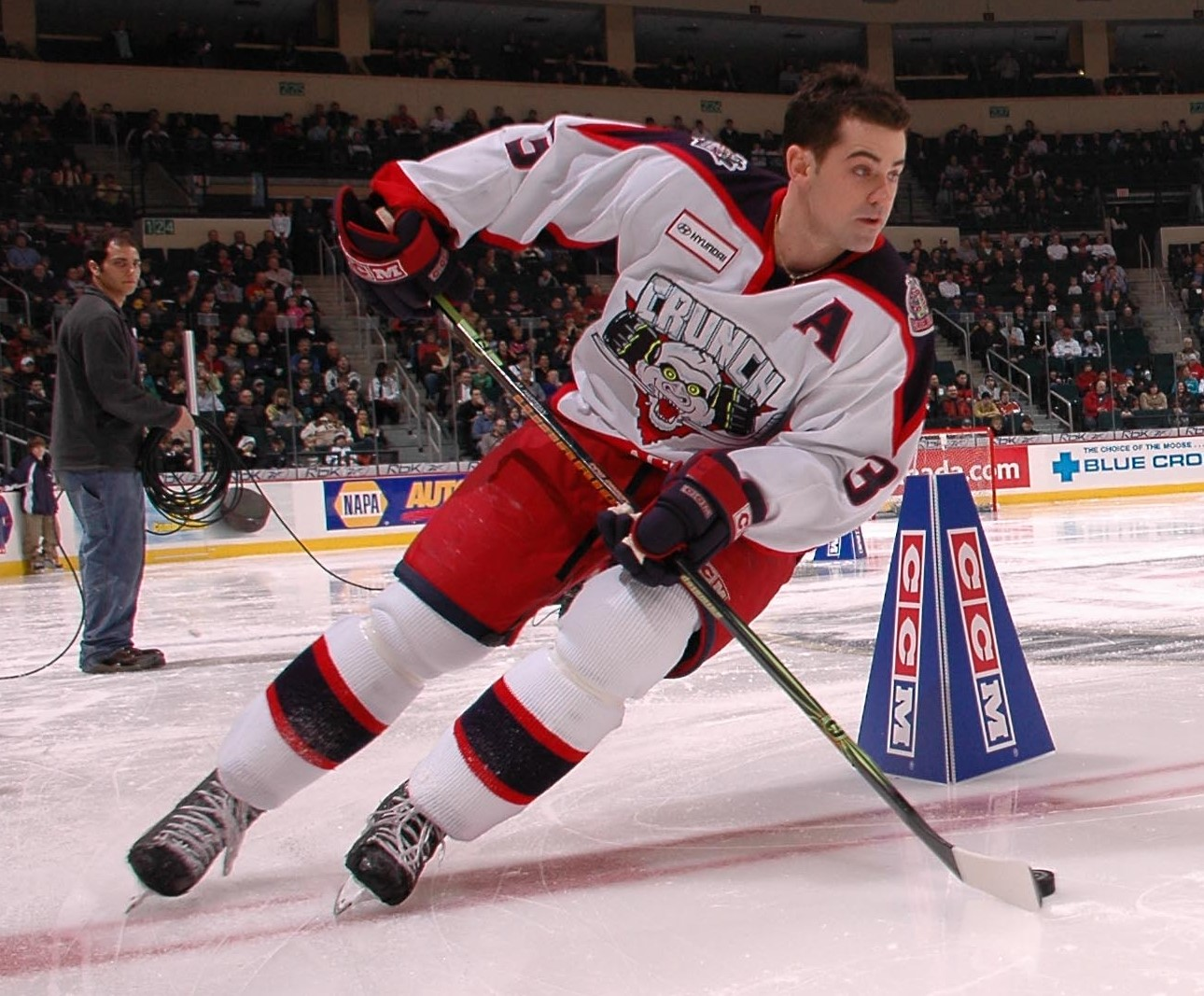
Mark Hartigan beim AHL All-Star Classic 2006

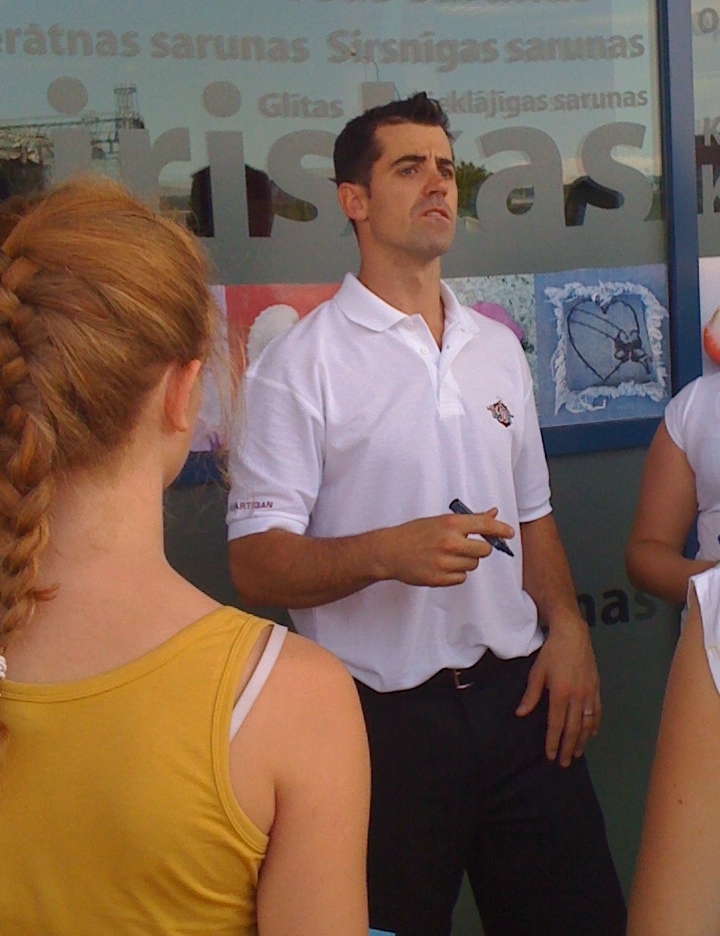
Mark Hartigan mit Fans von Dinamo Riga (2010)

Zum Ende der Saison nahmen ihn die Atlanta Thrashers aus der NHL als Free Agent unter Vertrag, und er kam noch in derselben Spielzeit zu zwei Einsätzen. Die Saison 2002/03 absolvierte er zum Großteil in der American Hockey League (AHL) bei den Chicago Wolves, dem Farmteam der Thrashers, wurde aber auch 23-mal in der NHL eingesetzt und erzielte fünf Tore. Sein Vertrag wurde jedoch nicht verlängert, und er wechselte im Sommer 2003 zu den Columbus Blue Jackets. Doch auch dort konnte er sich nicht im NHL-Kader durchsetzen, kam in drei Spieljahren auf nur 48 Einsätze und verbrachte den Großteil seiner Zeit bei den Syracuse Crunch in der AHL, wo er sich als solider Stürmer präsentierte. Im Januar 2007 wurde er zu den Anaheim Ducks transferiert und kam zu sechs Einsätzen in der regulären Saison und einem Playoff-Einsatz auf dem Weg zum Stanley-Cup-Sieg. Auf der Trophäe verewigt wurde er allerdings aufgrund zu weniger bestrittener Partien nicht.
Im Juli 2007 nahmen ihn die Detroit Red Wings unter Vertrag, jedoch konnte er sich im Herbst im Trainingslager nicht durchsetzen und spielte in der Saison 2007/08 vorerst beim Farmteam, den Grand Rapids Griffins. In der AHL traf Hartigan für die Griffins in 48 Spielen 23-mal und war zweitbester Torschütze der Mannschaft. Hinzu kamen noch 19 Assists. Durch seine Leistungen empfahl er sich für den NHL-Kader und wurde im Februar 2008 zu den Red Wings geholt, als mehrere Stürmer verletzungsbedingt ausfielen. Der Stürmer kam hauptsächlich in der vierten Angriffsreihe zum Einsatz und gehörte auch zur Stammformation, als die Mannschaft in die Playoffs startete. Doch nach vier Spielen wurde er durch Darren Helm ersetzt, und die Red Wings gewannen schließlich ohne Hartigan den Stanley Cup.
Nachdem sein Vertrag in Detroit nicht verlängert worden war, wechselte Hartigan im Sommer 2008 zu Dinamo Riga in die Kontinentale Hockey-Liga (KHL). Ein Jahr später wechselte er innerhalb der Liga zum HK ZSKA Moskau. Im Juni 2010 kehrte der Angreifer erneut zu Dinamo Riga zurück. Im Sommer 2011 unterzeichnete Hartigan einen Einjahresvertrag bei den Rapperswil-Jona Lakers in der Schweizer National League A (NLA). Im Dezember desselben Jahres wurde sein Vertrag aufgelöst, nachdem er zuletzt als überzähliger Kontingentspieler ohne Einsatz geblieben war. Wenige Tage später wurde er vom Linköping HC aus Schweden verpflichtet. Nach der Saison 2011/12 beendete er seine aktive Karriere im Alter von 34 Jahren.

## Erfolge und Auszeichnungen
| - 1997 Credential-Cup-Gewinn mit den Weyburn Red Wings - 1998 Credential-Cup-Gewinn mit den Weyburn Red Wings - 1998 SJHL First All-Star Team - 1998 SJHL Spieler des Jahres - 1998 Royal Bank Cup Most Valuable Player | - 2001 Broadmoor-Trophy-Gewinn mit der St. Cloud State University - 2002 WCHA-Spieler des Jahres - 2002 WCHA First All-Star Team - 2002 NCAA First All-American Team - 2006 Teilnahme am AHL All-Star Classic |

## Karrierestatistik
(Legende zur Spielerstatistik: Sp oder GP = absolvierte Spiele; T oder G = erzielte Tore; V oder A = erzielte Assists; Pkt oder Pts = erzielte Scorerpunkte; SM oder PIM = erhaltene Strafminuten; +/− = Plus/Minus-Bilanz; PP = erzielte Überzahltore; SH = erzielte Unterzahltore; GW = erzielte Siegtore; 1 Play-downs/Relegation; Kursiv: Statistik nicht vollständig)